# Букумирович, Србиянка
Србиянка Букумирович (серб. Србијанка Букумировић; 1920, Шетоне — 7 сентября 1944, Яинцы) — студентка медицинского факультета Белградского университета, участница Народно-освободительной войны Югославии.

## Биография
Родилась в 1920 году в деревне Шетоне около Петроваца-на-Млаве. Родом из революционной учительской семьи Букумировичей. Училась на медицинском факультете Белградского университета, вместе со своим братом Мирославом (студентом юридического факультета) примкнула к революционному студенческому движению в университете. Участница различных политических акций и демонстраций, организованных Коммунистической партией Югославии, в которой и состояла. Неоднократно арестовывалась полицией.
После Апрельской войны и оккупации Югославии Третьим рейхом и его сателлитами в 1941 году участвовала в организации партизанского движения в оккупированном Белграде. По партийному заданию она работала в техническом отделе Сербского краевого комитета КПЮ. Часто принимала курьеров окружных комитетов и партизанских отрядов, передавала им почту и получала материал и сообщения для краевого комитета. По настоянию брата, который был членом районного комитета КПЮ и участником вооружённых акций и диверсий, к народно-освободительному движению примкнула и её сестра Йованка, которая также стала курьером.
Летом 1943 года Србиянка и Йованка на имя своей сестры Ружицы по просьбе КПЮ и партизанских отрядов приобрели дом под номером 7 на Мокролушской улице, где было сооружено убежище для партийных функционеров и склад с нелегальным материалом. Там проводились заседания Сербского краевого комитета КПЮ. Агенты Специальной полиции в октябре 1943 года раскрыли убежище: они схватили членов подполья, Василия Буху и Веру Милетич, которые выдали всех своих соратников. Этот провал Коммунистической партии Югославии привёл к массовым арестам в городе: среди арестованных были Србиянка, Йованка и Ружица. В отличие от Бухи и Милетич, на допросах те отказались кого-то выдавать.
Арестованных сестёр отправили в Баницкий лагерь: Србиянка и Йованка были заключёнными I категории, Ружица — заключённой II категории. 7 сентября 1944 года Србиянка была расстреляна в составе группы последних 25 узников I категории, а 11 сентября была расстреляна Йованка. Лагерь после этого был закрыт. После освобождения Югославии останки сестёр были перезахоронены на белградском Новом кладбище (на Аллее расстрелянных патриотов), где был похоронен и Мирослав, Народный герой Югославии (покончил с собой в мае 1942 года).